# Josef von Fisenne

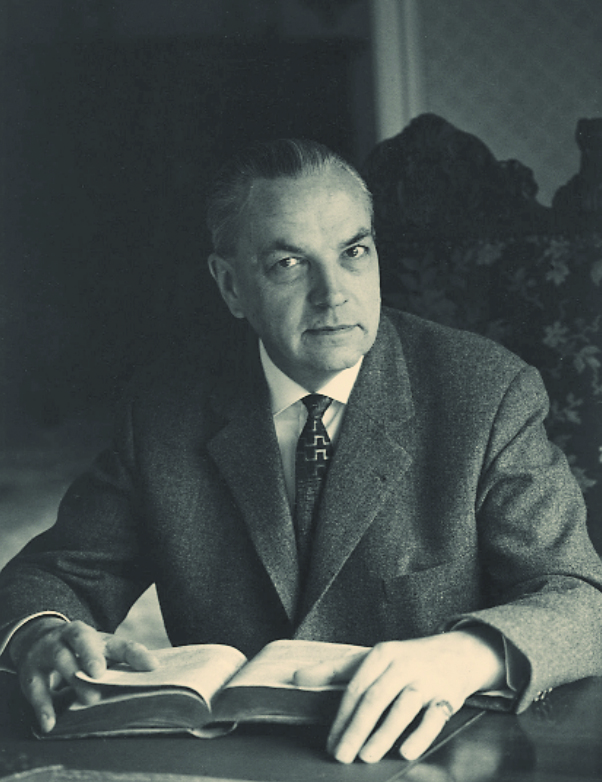
Josef von Fisenne

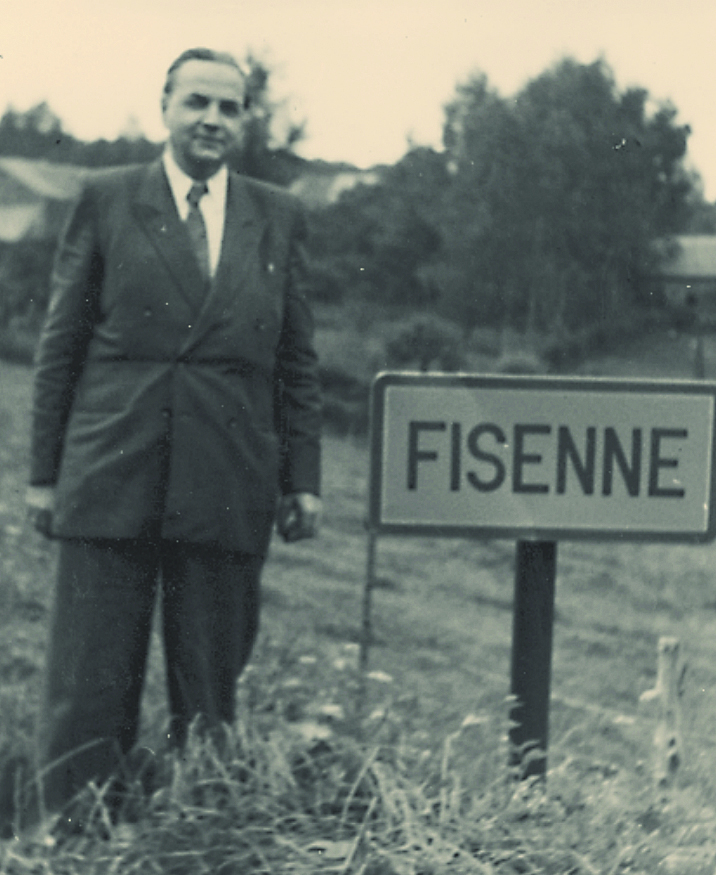
Von Fisenne in seiner Heimat

Joseph Johann August Maria von Fisenne (* 27. März 1902 in Aachen; † 31. Dezember 1987 in Hamburg) war ein deutscher Apothekerfunktionär und Politiker (CDU).

## Leben und Beruf
Josef Freiherr von Fisenne stammte aus dem Aachener Zweig der briefadeligen und wohlhabenden rheinisch-wallonischen Familie von Fisenne. Der Sohn eines Apothekers besuchte das Realgymnasium in Aachen, absolvierte anschließend eine praktische Lehrzeit und studierte von 1923 bis 1926 Pharmazie an der Friedrich-Wilhelms-Universität Berlin. Nach der Approbation 1929 war er zunächst einige Jahre als Apotheker in Küstrin, Berlin und Hamburg tätig und arbeitete von 1938 bis 1944 in der pharmazeutischen Industrie.
Nach dem Ende des Zweiten Weltkrieges war von Fisenne Inhaber einer Apotheke in Hamburg-St. Pauli, Präsident der wiedergegründeten Hamburger Apothekerkammer (1945–1951) sowie der Deutschen Pharmazeutischen Gesellschaft (1946–1953). Daneben hatte er zeitweise einen Lehrauftrag für Recht und Geschichte der Pharmazie an der Universität Hamburg, war Herausgeber der Pharmazeutischen Nachrichten und Mitinhaber des Govi-Verlages.

## Politik
Von Fisenne wurde nach Kriegsende Mitglied der CDU, deren Hamburger Landesvorsitzender er von 1954 bis 1956 war.
In der 2. Wahlperiode (1949–1953) rückte er am 25. Januar 1950 für die CDU in die Hamburgische Bürgerschaft nach. In der 3. Wahlperiode (1953–1957) wurde er für den Hamburg-Block (bestehend aus CDU, FDP und DP) im Wahlkreis 30 in die Bürgerschaft gewählt. In der 4. Wahlperiode (1957–1961) war er wieder für die CDU Mitglied der Bürgerschaft.
Im Senat Sieveking war Fisenne Senator, zunächst ohne Geschäftsbereich, vom 15. Dezember 1954 bis 31. Dezember 1955 Senator der Baubehörde, und vom 1. Januar bis 29. März 1956 Senator der Polizeibehörde.
Am 29. März 1956 trat er zurück. Auslöser war eine Personalentscheidung Fisennes, die den Hamburg-Block in seine schwerste Krise stürzte. Fisenne hatte den damaligen Leiter der Kriminalpolizei, das SPD-Mitglied Carl Breuer, wegen angeblicher falscher Spesenabrechnungen und anderen Vorwürfen vom Dienst suspendiert, für die Breuer später gerichtlich ausdrücklich rehabilitiert wurde.